# SRG SSR
A Svájci Rádió és Televízió Társaság; németül: Schweizerische Radio- und Fernsehgesellschaft (SRG), franciául: Société suisse de radiodiffusion et télévision (SSR), olaszul: Società svizzera di radiotelevisione (SSR), rétorománul: Societad svizra da radio e televisiun (SSR) egy berni székhelyű egyesület, amely Svájc legnagyobb elektronikus médiavállalatának tulajdonosa. 

## Története
Az első nyilvános rádióállomások Svájcban a lausanne-i (a program 1923. február 26-án kezdődött, a harmadik nyilvános állomás Európában), a genfi és a zürichi repülőtéri csatornák voltak. Rendszeresen terjesztettek híreket és időjárás-jelentéseket a repülés számára, a szünetekben zenét lemezekről; Hamarosan általános hírek és sportműsorok is megjelentek..
Az ezt követő időszakban hét regionális szervezet alakult, amelyek 1931. február 24-én egyesültek, és megalakult a Schweizerische Rundspruchgesellschaft (SRG).
1937-ben az SRG-t először átszervezték és központosították. 1938-ban a rétorománt Svájc negyedik hivatalos nyelveként ismerték el, így a zürichi rádióstúdió elkezdett románul sugározni riportokat. Az 1939-es országos kiállításon az ETH Zürich Svájcban mutatta be először az új televíziós technológiát. Erre az alkalomra az SRG szervezett néhány színészt, akiknek az előadását lefilmezték és közvetlenül a televízió képernyőjére közvetítették. 
1953-tól az SRG bevezette a hivatalos televíziózást. Hetente öt este egyórás műsort sugároztak a zürichi régióban. 1954-ben az SRG nyolc másik európai televízióval együtt megalapította az Eurovíziót.
A három SRG rádióállomás 1956-ban vezette be második műsorát URH-n.
1997-ben az SRG SSR megkezdte a digitális adásokat a Hot Bird (13 fok keleti irányban) műholdon keresztül. A szerzői jogi korlátozások miatt a műholdról titkosítva sugározzák. Az SRG SSR Sat Access információs csatorna 2005-ben leállította adását. 2016 óta az összes csatorna csak műholdon keresztül sugároz, HD minőségben. Az összes rádió és SRF info TV csatorna műholdon keresztül szabadon fogható.
2019. június 3-án az SRG SSR beszüntette valamennyi televíziós csatornájának digitális földfelszíni (DVB-T) sugárzását a svájci televíziókészülékek rendkívül alacsony digitális földfelszíni jelhasználata miatt, ami a részben a 2018-as „No Billag” népszerű kezdeményezés eredményeként megvalósuló költségtakarékossági intézkedéssorozat része volt. A vállalat becslése szerint a közönség 1,9%-a használta a DVB-T adásokat, amelyek szinte mindegyikét másodlagos eszközökön való megtekintésre szánták. A televíziós adások továbbra is elérhetők kábelen, IPTV-n és DTH műholdon keresztül. Az SRG SSR által javasolt DVB-T nézők műholdra váltanak.

Az SRG SSR azt tervezte, hogy 2024. december 31-én leállítja FM átviteli infrastruktúráját. A társaság arra a következtetésre jutott, hogy az FM adások fenntartása a DAB+ mellett és az internetes streaming már nem volt költséghatékony, mivel a DAB+ széles körű elterjedése miatt a kizárólag FM-re támaszkodó közönség aránya tíz százalék alatt volt, és csökken. Ezt követi az FM sugárzás általános leállítása 2026. december 31-ig.

## Csatornák

### Rádió
| Radioprogramme                          | Radioprogramme                      | Radioprogramme                                    | Radioprogramme                      |
| Schweizer Radio und Fernsehen (SRF)     | Schweizer Radio und Fernsehen (SRF) | Schweizer Radio und Fernsehen (SRF)               | Schweizer Radio und Fernsehen (SRF) |
| Csatorna neve                           | Logó                                | Tematika                                          | Indulás dátuma                      |
| --------------------------------------- | ----------------------------------- | ------------------------------------------------- | ----------------------------------- |
| Radio SRF 1                             |                                     | A teljes programhoz nagyjából hasonló programséma | 1931. június 11.                    |
| Radio SRF 2 Kultur                      |                                     | Kultúra                                           | 1956                                |
| Radio SRF 3                             |                                     | Pop                                               | 1983. november 1.                   |
| Radio SRF 4 News                        |                                     | Hírek és információs műsor                        | 2007. november 5.                   |
| Radio SRF Virus                         |                                     | Ifjúsági program                                  | 1999. november 20.                  |
| Radio SRF Musikwelle                    |                                     | Népzene                                           | 1996. október 1.                    |
| Radio Télévision Suisse (RTS)           |                                     |                                                   |                                     |
| Csatorna neve                           | Logó                                | Tematika                                          | Indulás dátuma                      |
| La Première                             |                                     | teljes és információs program                     | 1931                                |
| Espace 2                                |                                     | Kultúra                                           | 1956. szeptember 30.                |
| Couleur 3                               |                                     | Pop                                               | 1982                                |
| Option Musique                          |                                     | Sanzonok és más francia nyelvű zene               | 1994                                |
| Radiotelevisione svizzera (RSI)         |                                     |                                                   |                                     |
| Csatorna neve                           | Logó                                | Tematika                                          | Indulás dátuma                      |
| Rete Uno                                |                                     | teljes és információs program                     | 1933                                |
| Rete Due                                |                                     | Kultúra                                           | 1985                                |
| Rete Tre                                |                                     | Pop                                               | 1988. január 1.                     |
| Radiotelevisiun Svizra Rumantscha (RTR) |                                     |                                                   |                                     |
| Csatorna neve                           | Logó                                | Tematika                                          | Indulás dátuma                      |
| Radio Rumantsch (RR)                    |                                     |                                                   | 1954 (1925)                         |
| Swiss Satellite Radio (SSatR)           |                                     |                                                   |                                     |
| Csatorna neve                           | Logó                                | Tematika                                          | Indulás dátuma                      |
| Radio Swiss Pop *                       |                                     | Pop                                               | 1998                                |
| Radio Swiss Classic                     |                                     | Klasszikus                                        | 1998                                |
| Radio Swiss Jazz                        |                                     | Jazz                                              | 1998. szeptember 1.                 |

* A Swiss Pop-ot az SRG eladtta, és 2020 szeptembere óta a francia nyelvű svájci székhelyű BNJ Suisse SA üzemeltetné. Tekintettel a hirdetési piac rossz kilátásaira, a BNJ úgy döntött, hogy 2021-ben nem vásárol. Az SRG továbbra is maga üzemelteti a Radio Swiss Pop-ot.

### Televízió
| Televízió csatornák                 | Televízió csatornák                 | Televízió csatornák                 | Televízió csatornák   | Televízió csatornák           | Televízió csatornák           | Televízió csatornák           | Televízió csatornák | Televízió csatornák             | Televízió csatornák             | Televízió csatornák             |
| ----------------------------------- | ----------------------------------- | ----------------------------------- | --------------------- | ----------------------------- | ----------------------------- | ----------------------------- | ------------------- | ------------------------------- | ------------------------------- | ------------------------------- |
| Schweizer Radio und Fernsehen (SRF) | Schweizer Radio und Fernsehen (SRF) | Schweizer Radio und Fernsehen (SRF) |                       | Radio Télévision Suisse (RTS) | Radio Télévision Suisse (RTS) | Radio Télévision Suisse (RTS) |                     | Radiotelevisione svizzera (RSI) | Radiotelevisione svizzera (RSI) | Radiotelevisione svizzera (RSI) |
| Név                                 | Logó                                | Típus                               | Név                   | Logó                          | Típus                         | Név                           | Logó                | Típus                           |                                 |                                 |
| SRF 1                               |                                     | teljes program                      | RTS Un                |                               | teljes program                | RSI LA 1                      |                     | teljes program                  |                                 |                                 |
| SRF zwei                            |                                     | teljes program                      | RTS Deux              |                               | teljes program                | RSI LA 2                      |                     | teljes program                  |                                 |                                 |
| SRF info                            |                                     | Hírcsatorna                         | RTS Info (Livestream) |                               | Hírcsatorna                   |                               |                     |                                 |                                 |                                 |

A Radiotelevisiun Svizra Rumantscha (RTR) nem üzemeltet saját műsort. A Telesguard napi 10 perces műsorát az SRF 1, az SRF info és az RSI LA 2 sugározzák. Vasárnap délutánonként az SRF 1-en is van hosszabb műsorablaka.
A társulási megállapodások értelmében a Svájci Rádió és Televízió Társaság bizonyos számú koprodukciót is köteles megvalósítani az ARTE német-francia televíziócsatornával.

#### Teletext
A teletext információkat a Swiss TXT-n keresztül terjesztik.

## Fordítás
- Ez a szócikk részben vagy egészben  a   SRG SSR című német Wikipédia-szócikk fordításán alapul.  Az eredeti cikk szerkesztőit annak laptörténete sorolja fel. Ez a jelzés csupán a megfogalmazás eredetét és a szerzői jogokat jelzi, nem szolgál a cikkben szereplő információk forrásmegjelöléseként.